# Плюющиеся кобры
Плюю́щиеся ко́бры — общее название нескольких видов змей, обитающих в саваннах и лесных районах Африки и Южной Азии и способных «выстреливать» ядом в глаза врага.
Черношеяя кобра, например, может сделать до 28 «выстрелов» подряд, каждый раз выпуская около 3,7 мг яда. Вследствие попадания возникают покраснение, резкая боль, временная или даже постоянная слепота вследствие помутнения роговицы. Во время охоты эти кобры убивают жертву укусом, как и другие ядовитые змеи.
Канальцы в зубах этих змей изгибаются под прямым углом и открываются наружу на передней поверхности зуба, а выводящие отверстия более округлые, чем у неплюющихся, и смещены ближе к основанию зуба, так что яд, пройдя через них, «выстреливает» вперёд. Для этого змея с помощью специальных мышц резко сжимает ядовитые железы.
Две разных ветви рода настоящих кобр, а также ошейниковая кобра обзавелись плевками независимо (конвергентная эволюция). Плеваться нужно для защиты, а не для охоты, и на вопрос, от кого защищаться, учёные всё ещё не имеют точного ответа. Вероятно, от тех, кто ходит на кобр с камнями и палками — человекообразных обезьян или даже предков человека.
Как и у других кобр, основные компоненты яда — белки трёхпетельный цитотоксин и фосфолипаза A2. Фосфолипаза увеличивает чувствительность нейронов к трёхпетельному яду, и её у плюющихся кобр в 2—3 раза больше, чем у кусачих.

## Виды
- Hemachatus haemachatus — Ошейниковая кобра
- Naja ashei
- Naja mossambica — Мозамбикская кобра
- Naja nigricollis — Черношеяя кобра
- Naja sputatrix — Плюющая индийская кобра

Азиатские кобры, в том числе среднеазиатская кобра (Naja oxiana), тоже могут брызгать ядом, но ядовитый аппарат отличается, и механика стрельбы другая: набрав яд в рот, змея с силой выдувает его через отверстие в нижней челюсти, через которое обычно высовывает свой язык.